# Exsudação
Exsudação, em engenharia de construção de estruturas de concreto ou similares, é o termo usado para designar o fenômeno migratório da água (subida da água) existente na composição para a superfície deste material, levando consigo uma nata de cimento. Isto provoca no concreto uma fraca ligação entre seus materiais, deixando-o suscetível a uma segregação que tenderá a fazer com que seus agregados fiquem soltos ou fáceis de se remover.
A exsudação ocorre nas primeiras idades do concreto, mas pode comprometer sua durabilidade ao longo dos anos.
Entre os exemplos de falhas de processo que podem provocar a exsudação, vale destacar:
- Excesso de vibração (ou falta da mesma);
- Excesso de água de amassamento;
- Baixo teor de cimento;
- Falta de cura (ou cura incorreta).
- Presença de poeira fina (pulverulência) na areia.

## Em medicina
Para o termo médico consulte:
 Exsudato

## Significado no dicionário
Ato de exsudar, transpiração. Líquido animal ou vegetal que atravessa os poros e se deposita nas superfícies.